# Dreistreifenhörnchen
Das Dreistreifenhörnchen (Lariscus insignis) ist eine Hörnchenart aus der Gattung der Schwarzstreifenhörnchen (Lariscus). Es kommt in Südostasien von Thailand und der malaiischen Halbinsel bis über zahlreiche Inseln Malaysias und Indonesiens vor.

## Merkmale
Das Dreistreifenhörnchen erreicht eine Kopf-Rumpf-Länge von etwa 18,2 bis 19,4 Zentimetern bei einem Gewicht von etwa 175 bis 185 Gramm. Der Schwanz wird 10 bis 11 Zentimeter lang und ist damit deutlich kürzer als der restliche Körper. Die Rückenfärbung der Tiere ist dunkelbraun mit drei deutlichen schwarzen Rückenstreifen. Der Bauch ist weiß bis blass sandfarben. Das Fell ist sehr dünn und der Schwanz ist abgeflacht.

## Verbreitung
Das Dreistreifenhörnchen kommt in Südostasien von Thailand und der malaiischen Halbinsel bis über zahlreiche Inseln Malaysias und Indonesiens vor. Es lebt auf den indonesischen Inseln Java und Sumatra sowie Bintang (Riau-Inseln), Tanahbala (Batu-Inseln) und Sianan (Anambasinseln), auf den malaiischen Inseln Penang und Tioman und auf Borneo sowohl im indonesischen wie dem malaiischen Teil und in Brunei. Hinzu kamen Vorkommen auf der Insel Singapur, wo die Art aber wahrscheinlich heute ausgestorben ist. Es lebt vor allem in Flachlandregionen, die Höhenverbreitung reicht bis etwa 1000 Meter, nach anderen Quellen bis 1500 Meter.

## Lebensweise
Das Dreistreifenhörnchens ist tagaktiv und lebt primär am Boden. Es kommt in immergrünen Primärwäldern aus Zweiflügelfruchtbäumen des Flachlands vor, kann jedoch auch in Sekundärbeständen und entwaldeten Gebieten leben. Bei Fallenauswertungen im Krau Wildlife Reserve auf Pahang, Malaysia, wurde das Dreistreifenhörnchen etwas häufiger in menschlich beeinflussten Gebieten gefangen als im Primärwald.
Die Tiere halten sich vor allem am Boden und im Blattwerk der unteren Baumbereiche sowie auf umgefallenen Baumstämmen auf, können aber auch in wenig bewaldeten Gebieten am Boden leben. Einzelne Individuen wurde auch auf Kalksteinböden in Rhanthan Ipoh in Malaysia beobachtet. Es ernährt sich überwiegend von Früchten und Samen sowie von Insekten, scheint jedoch vorwiegend auf Nahrung in den kühleren Bereichen des Waldes spezialisiert zu sein. Im Gunung-Gading-Nationalpark in Sarawak, Borneo, ernähren sie sich teilweise von den Blüten von Rafflesia-Arten. Bei Untersuchungen im Ulu Gombak Forest Reserve in Selangor wurden Aktionsbereiche einzelner Weibchen von 0,1 bis 0,2 ha ermittelt.

## Systematik

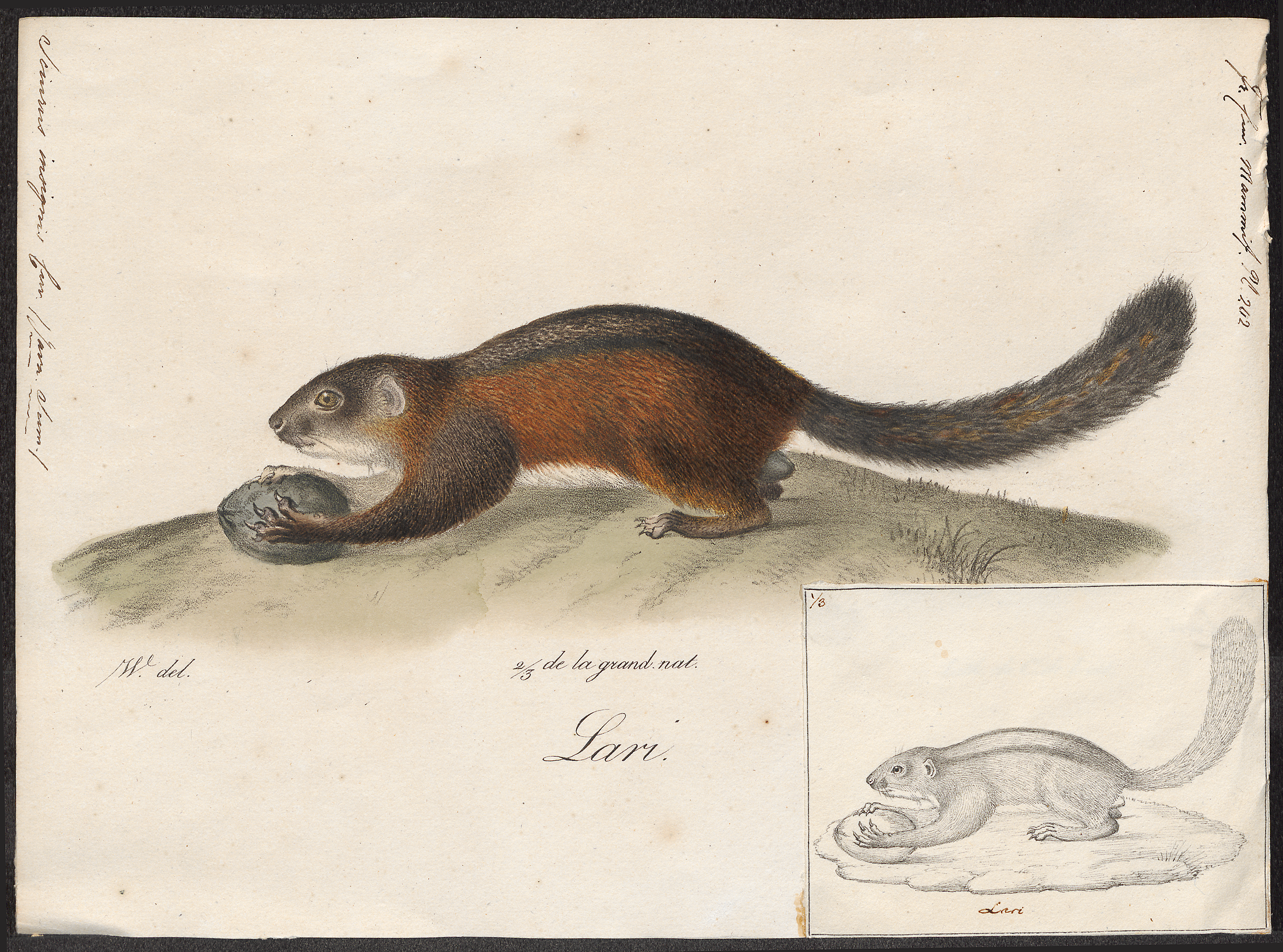
Zeichnung eines Dreistreifenhörnchens

Das Dreistreifenhörnchen wird als eigenständige Art innerhalb der Gattung der Schwarzstreifenhörnchen (Lariscus) eingeordnet, die aus vier Arten besteht. Die wissenschaftliche Erstbeschreibung stammt von Frédéric Cuvier aus dem Jahr 1821, der die Art anhand von Individuen aus der Region Lampung im Süden der Insel Sumatra beschrieb. Ursprünglich wurden auch das Niobe-Schwarzstreifenhörnchen (Lariscus niobe) und das Mentawai-Dreistreifenhörnchen (Lariscus obscurus) dieser Art zugeordnet.
Innerhalb der Art werden gemeinsam mit der Nominatform drei Unterarten unterschieden:
- Lariscus i. insignis: Nominatform, lebt auf Sumatra und dem östlichen Teil von Java. Die Rückenfärbung ist variabel, jedoch grundsätzlich dunkel. Die Bauchseite ist grau. Die Bergform dieser Unterart auf Sumatra ist besonders dunkel.
- Lariscus i. diversus: Diese Form lebt auf Borneo und entspricht im Wesentlichen den malaiischen Unterarten, hat jedoch einen längeren Schwanz und orangebraune Flanken.
- Lariscus i. javanus: Die Unterart lebt im westlichen Java um die Stadt Bogor. Das Fell ist sowohl rücken- wie bauchseits rötlich verwaschen.
- Lariscus i. peninsulae: Die Unterart lebt auf der malaiischen Halbinsel von südlichen Thailand um Trang bis zum Süden der Halbinsel. Die Bauchseite ist heller als die der Nominatform, zwischen cremefarben und hell gelblich sowie weiß im Bereich der Kehle und dunkler an den Innenseiten der Beine. Die Vorderbeine sind braun, die Hinterbeine braun mit gelblicher Melierung.
- Lariscus i. rostratus: Diese Unterart lebt auf Tanahbala, Batu und auf dem westlichen Sumatra. Sie hat ein dunkles Fell mit sehr breiten und schwarzen Rückenstreifen, die Schnauze ist etwas gebogen.

## Status, Bedrohung und Schutz
Das Dreistreifenhörnchen wird von der International Union for Conservation of Nature and Natural Resources (IUCN) als nicht gefährdete Art („Least concern“) eingestuft. Begründet wird dies vor allem durch das große Verbreitungsgebiet und dem Vorkommen in zahlreichen geschützten Gebieten, obwohl die Tiere in ihren Lebensräumen relativ selten vorkommen. Es ist vergleichsweise unempfindlich gegenüber Lebensraumveränderung und kann sich auch an anthropogen beeinflusste Lebensräume anpassen.

## Belege
1. 1 2 3 4 5 6 7 8  Richard W. Thorington Jr., John L. Koprowski, Michael A. Steele: Squirrels of the World. Johns Hopkins University Press, Baltimore MD 2012; S. 169–170. ISBN 978-1-4214-0469-1
2. 1 2 3  Lariscus insignis in der Roten Liste gefährdeter Arten der IUCN 2014.3. Eingestellt von: S. Hedges, J.W. Duckworth, B. Lee, R.J. Tizard, 2008. Abgerufen am 9. April 2015.
3. 1 2 3  Lariscus insignis In: Don E. Wilson, DeeAnn M. Reeder (Hrsg.): Mammal Species of the World. A taxonomic and geographic Reference. 2 Bände. 3. Auflage. Johns Hopkins University Press, Baltimore MD 2005, ISBN 0-8018-8221-4.